# Imekura

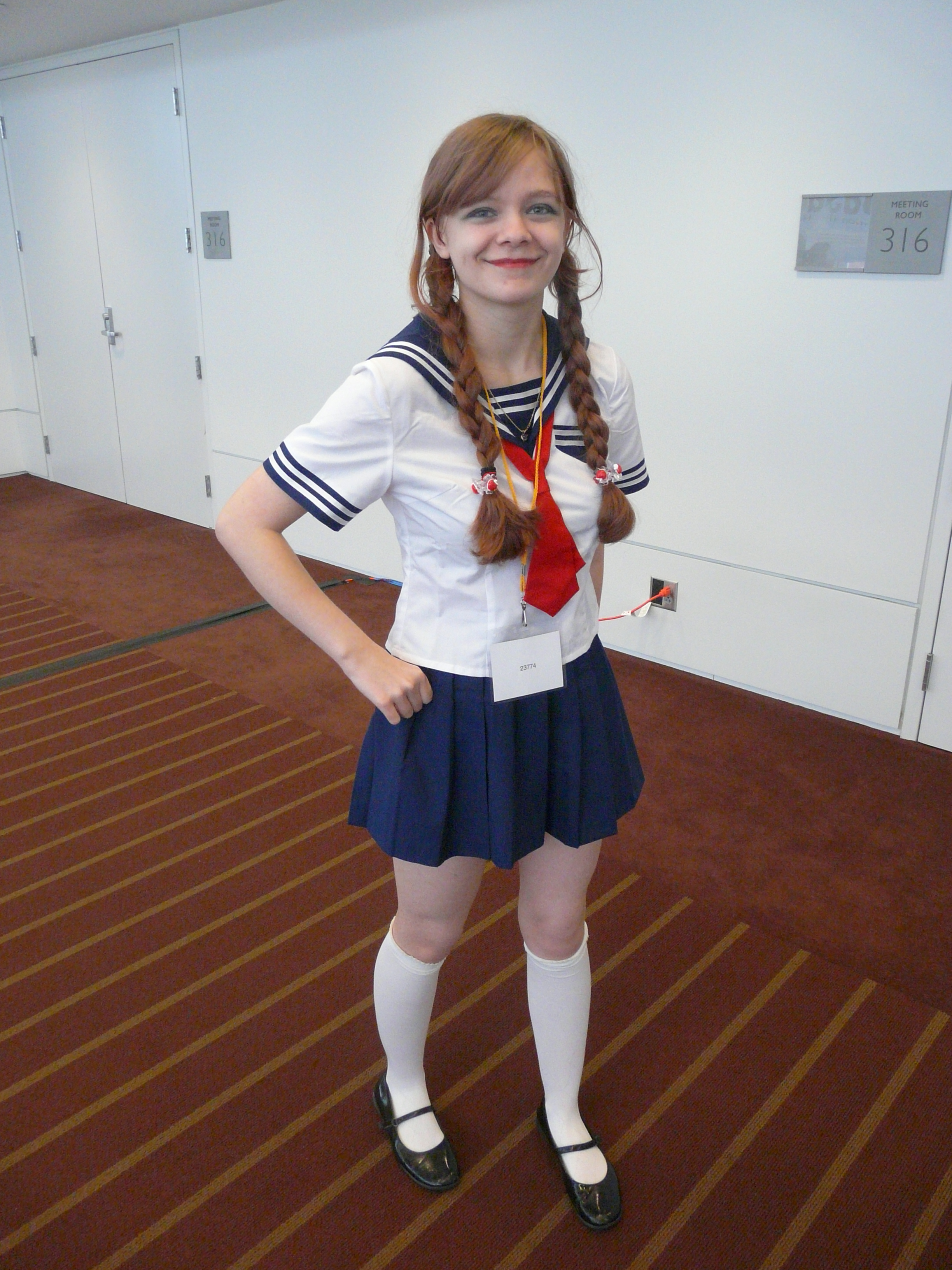
Fuku alla marinaretta, uno dei costumi indossati negli imekura.

Il termine Imekura (イメクラ?) è un Wasei-eigo che viene utilizzato per indicare un tipo di bordello, diffuso in Giappone, il cui aspetto esteriore è simile a quello di un salone di bellezza. Questi locali vengono indicati anche come image club (イメージクラブ?, imējikurabu).
La loro caratteristica principale è quella di essere arredati come i locali che richiamano le più comuni fantasie sessuali: uffici, ambulatori medici, aule scolastiche o vagoni ferroviari.

## Attività degli imekura
Le prostitute che operano negli imekura indossano costumi stravaganti ispirati all'ambientazione del locale e ai desideri dei clienti. La loro attività, in genere, è limitata al sesso orale; molti imekura offrono dei servizi aggiuntivi a pagamento come, ad esempio, poter scattare delle foto istantanee, togliere la biancheria alle donne o portarsela a casa. Le donne che lavorano negli imekura ricevono una paga giornaliera di 30 000 - 35 000 yen (220 - 255 euro) e possono arrivare a guadagnare più di un milione di yen al mese (oltre 7 300 euro).
Gli imekura dove vengono simulate le molestie sessuali ai danni delle passeggere dei treni o delle metropolitane divennero popolari in Giappone in seguito all'aumento dei controlli per bloccare i palpeggiatori.